# Mali Strug
Mali Strug je hrvatska kanalizirana rječica u Brodsko-posavskoj županiji, lijeva pritoka Save. Duga je 12,1 km. Nastaje odvajanjem od kanala Strug, 3,6 km zapadno od Gređana. U blizini Gornjeg Varoša se ulijeva u Savu. Ne protječe ni kroz jedno naselje.